# Vladimir Aleksandrovič Vojevodski
Vladimir Aleksandrovič Vojevodski (rusko Владимир Александрович Воеводский), ruski matematik, * 4. junij 1966, Moskva, Sovjetska zveza (sedaj Rusija), † 30. september 2017, New Jersey, ZDA.
Deloval je na področju homotopske teorije tipov.